# Dysphania botrys
Dysphania botrys es una especie de planta herbácea perteneciente a la familia Amaranthaceae. Es nativa de América del Norte.

## Descripción
Es una planta herbácea de ciclo anual. La planta tiene un fuerte olor, que recuerda los olores de los cubos, se puede utilizar como aromatizante en la cocina. 
Anteriormente fue clasificada en el género Ambrosia, con el nombre binominal Ambrosia mexicana.
Se cultiva por los jardineros como planta anual resistente.
Es una planta naturalizada en los Estados Unidos y México, el sinónimo se derivan de este último. 

## Taxonomía
La especie fue descrita inicialmente como Chenopodium botrys por Carlos Linneo y publicada en Species Plantarum 1: 219, en 1753, actualmente, es tanto un sinónimo como el basónimo de esta; y ulteriormente sería transferida al género Dysphania por Serhí Mosiakin y Steven Earl Clemants en Ukrajins'kyj Botaničnyj Žurnal, n.s. 59(4): 383, en 2002.

#### Etimología
Véase: Dysphania
botrys: epíteto latino que significa "uvas".

## Nombre común
- Castellano: biengranada, bien granada, bodria, botris, hierba amarilla, hierba ambrosía, hierba de primavera, hierba hormiguera, hierba racimosa, milgranada, quenopodio, té de Valladolid, yerba amarilla, yerba racemosa, yerba racimosa.[5]

## Galería

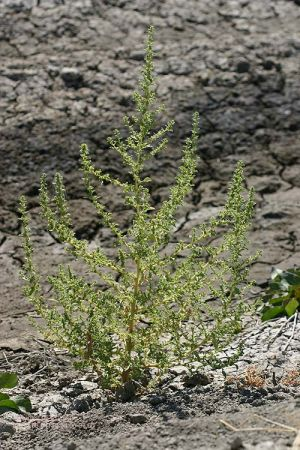
En su hábitat
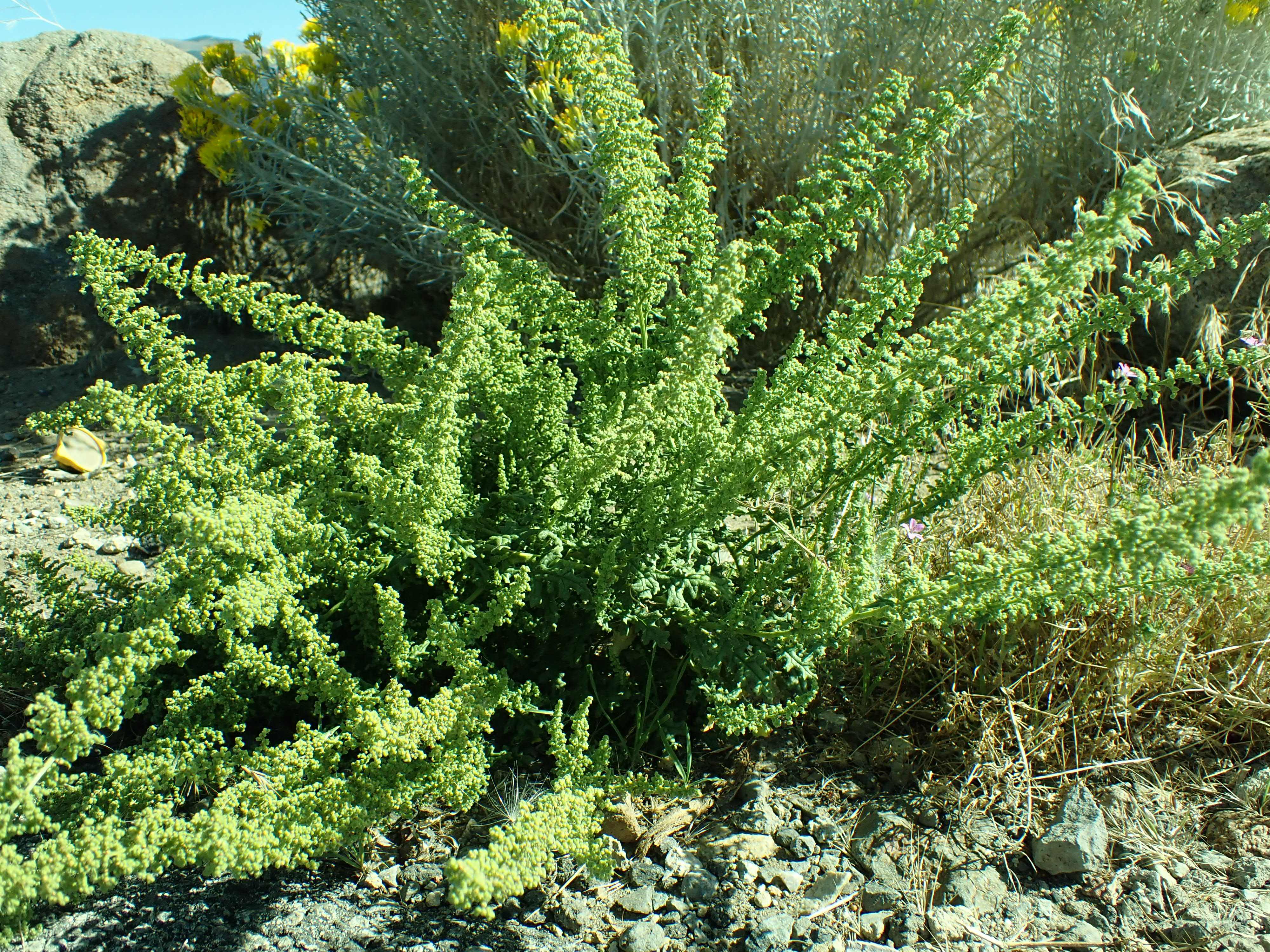
Detalle de la planta
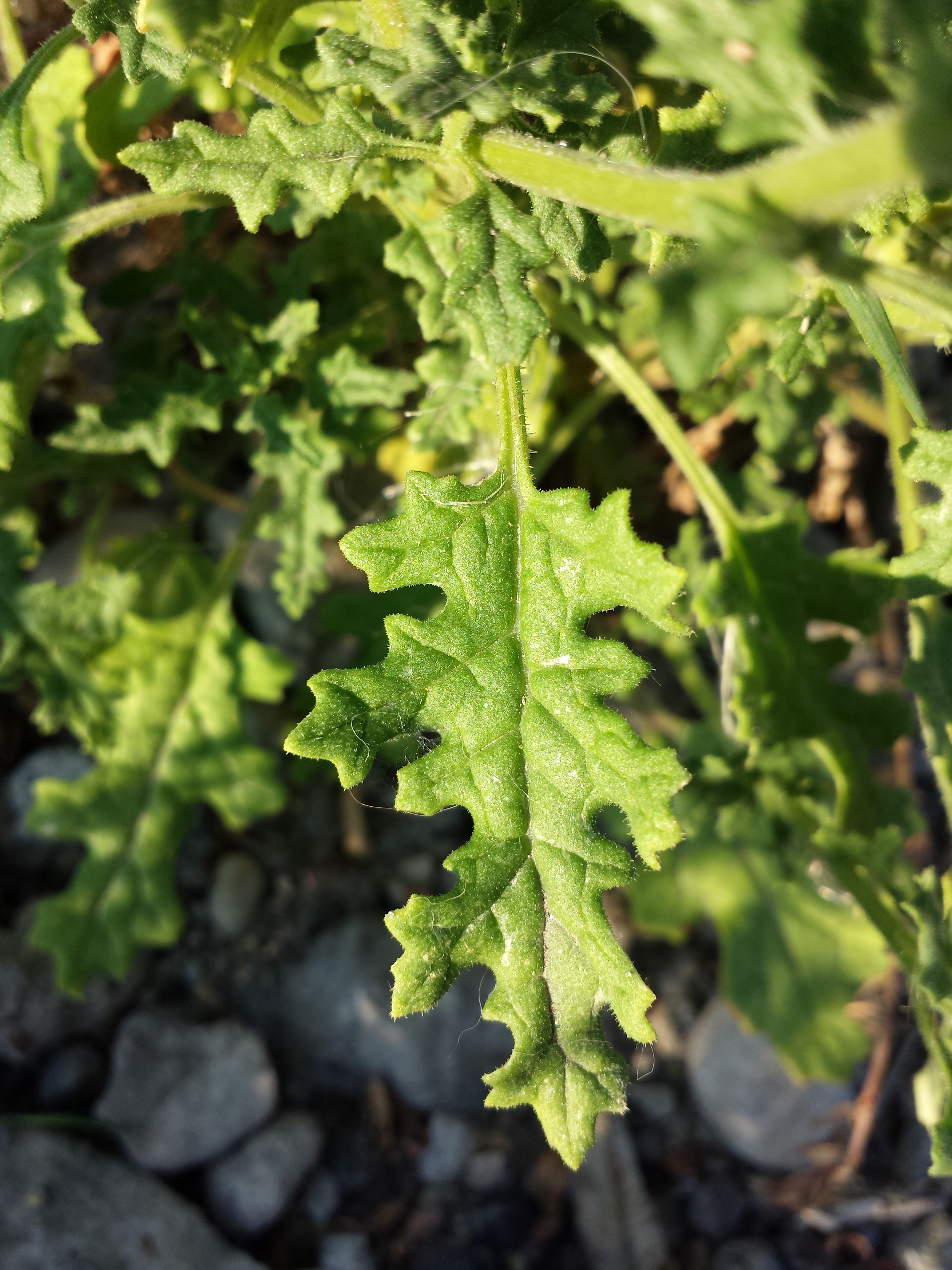
Detalle de las hojas
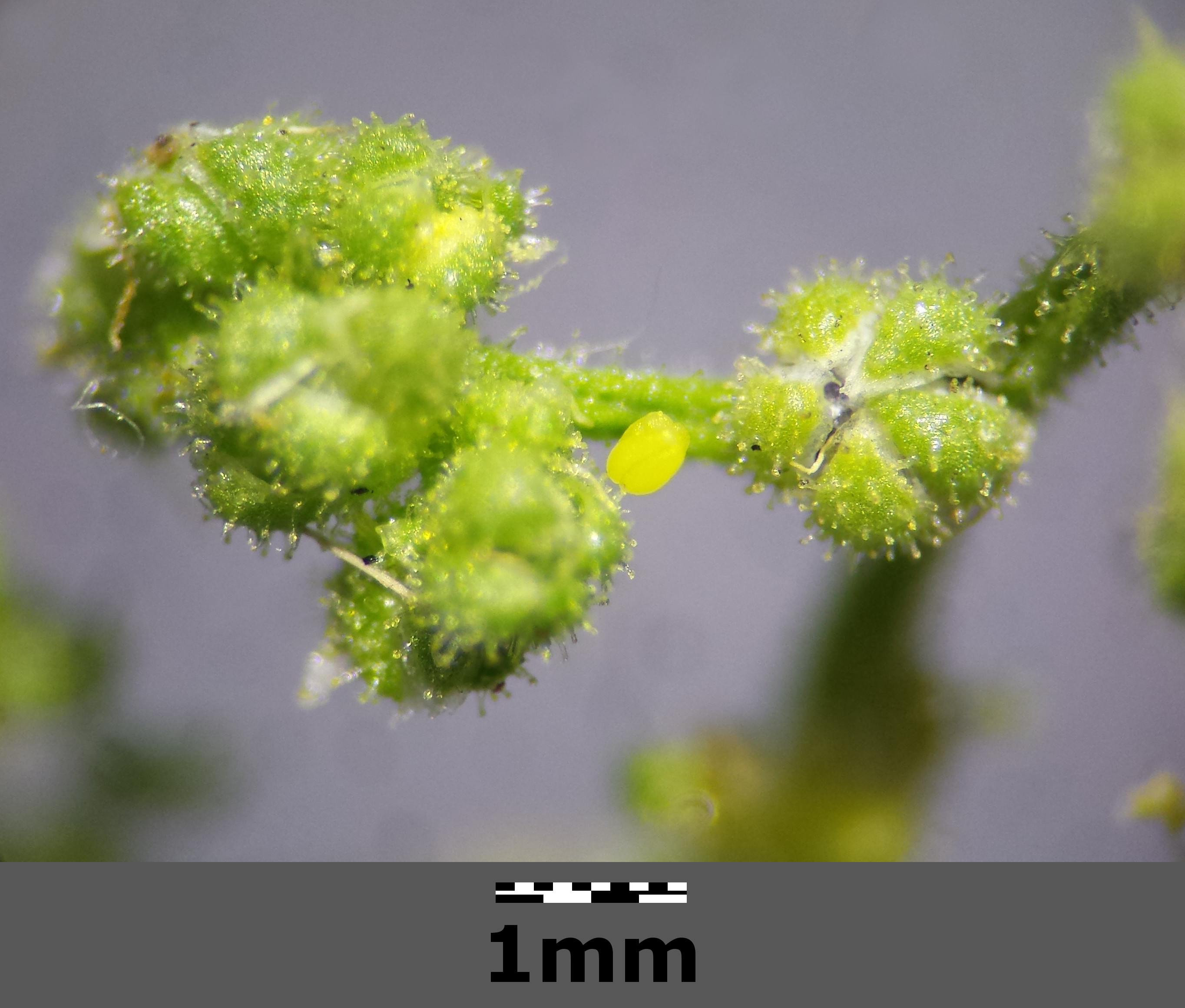
Inflorescencia
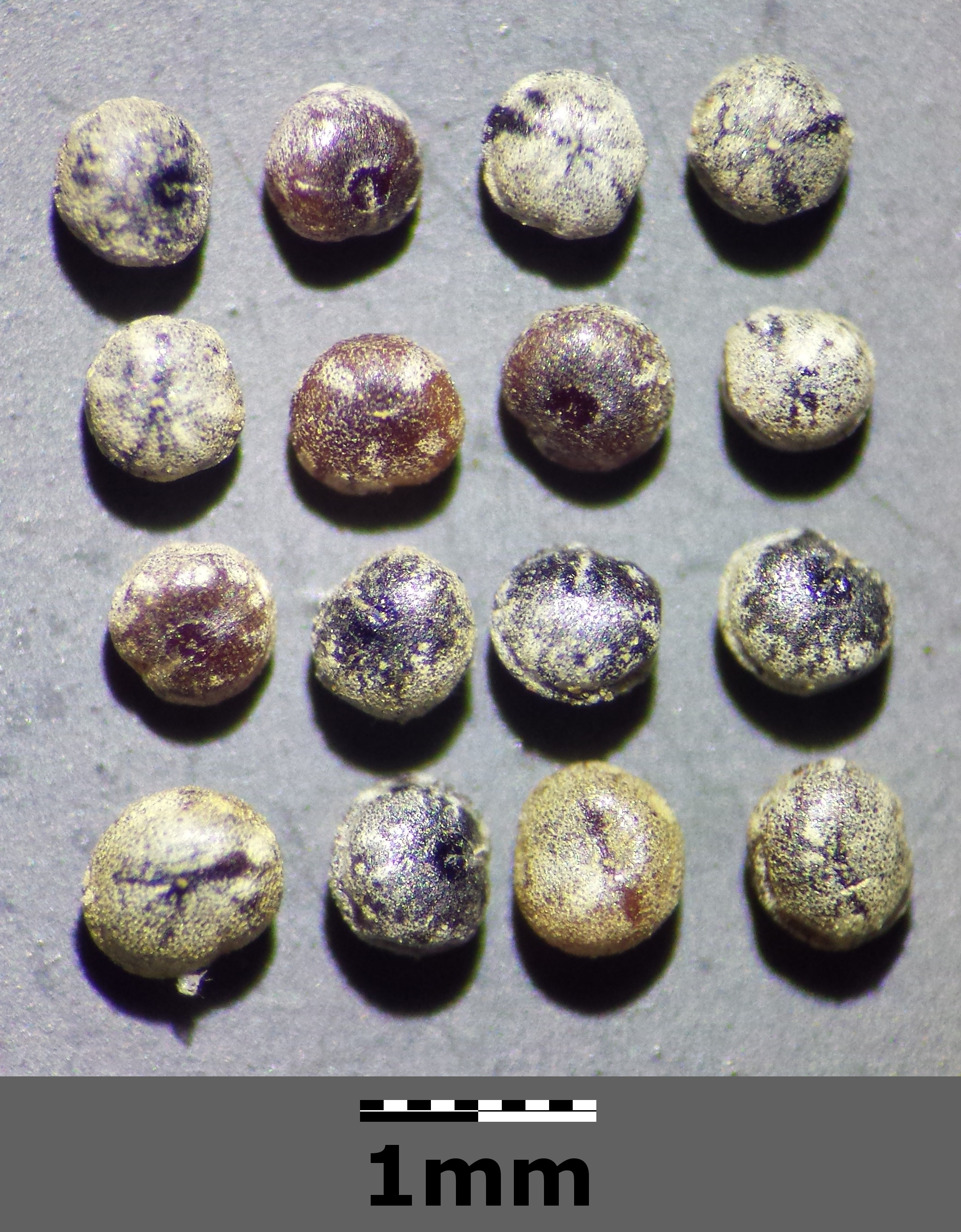
Semillas
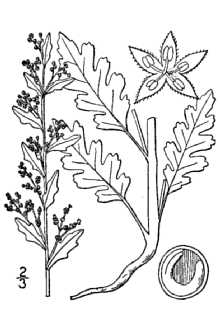
Ilustración de la especie (bajo su sinónimo Chenopodium botrys) en An illustrated flora of the northern United States, Canada and the British Possessions, Nathaniel Lord Britton y Addison Brown, Vol. 2: 14, 1913.